# Amadou & Mariam
Amadou & Mariam waren ein musikalisches Duo aus Mali, bestehend aus dem Paar Amadou Bagayoko (Gitarre, Gesang, * 24. Oktober 1954 in Bamako; † 4. April 2025 ebendort) und Mariam Doumbia (Gesang, * 15. April 1958 in Bamako).
Das Paar, bekannt unter dem Namen „Das blinde Paar von Mali“, hat sich am Institut für Junge Blinde Mitte der 1970er Jahre zusammengefunden.

## Bandgeschichte
Zwischen 1974 und 1980 spielte Amadou mit Ambassadeurs du Motel. 1980 heirateten Mariam und er. Fortan musizierten die beiden zusammen und starteten 1985 eine Tour in Burkina Faso. Anschließend zogen sie in die Elfenbeinküste und nahmen zahlreiche Kassetten auf, was ihnen einen hohen Bekanntheitsgrad in ganz Westafrika verschaffte.
Das Album Sou Ni Tile verkaufte sich in Frankreich sehr gut und sorgte dafür, dass Amadou und Mariam auf verschiedenen Weltmusik-Festivals weltweit auftreten konnten. 2004 produzierte Manu Chao zusammen mit ihnen das Album Dimanche à Bamako, dessen Singleauskopplung Sénégal Fast Food recht bekannt wurde.
2006 nahmen beide zusammen mit Herbert Grönemeyer Zeit, dass sich was dreht (Celebrate the Day), den offiziellen Song zur Fußball-Weltmeisterschaft 2006, auf.
Ihr 2008 erschienenes Album Welcome to Mali wurde vom britischen Musiker Damon Albarn von Blur produziert und 2009 für einen Grammy in der Kategorie „Weltmusik“ nominiert.
Am 10. Juni 2010 traten sie auf dem Eröffnungskonzert zur Fußball-WM in Johannesburg auf. Noch 2024 spielten sie bei der Abschlussfeier der Olympischen Sommerspiele in Paris. Mariam gehörte zeitweise auch zu Les Amazones d’Afrique.

## Musikstil
In ihrer Musik mischten sie traditionelle malische Melodien mit Rockgitarren, Violine, Trompete, der arabischen Längsflöte Ney, Posaune, dogonischen Perkussionsinstrumenten und gelegentlich der indischen Tabla und dem indischen Streichinstrument Sarangi. Ihre bunte Mischung wird oft als „Afro-Blues“ bezeichnet.
Amadou und Mariam verfassten ihre Lieder vor allem auf Bambara und Französisch, verwendeten jedoch auch eine Reihe anderer malischen Sprachen wie Bozo und Dogon. Auch Englisch und Spanisch kamen gelegentlich zum Einsatz.
Das Debütalbum charakterisierte die MusikWoche: „Afrikanische Folklore-Melodien mischen sich mit ungeschliffenem Rhythm & Blues, der an frühe Stax- und Motown-Produktionen erinnert. Das Ganze ist mit Latin-Horns und einer flirrenden Mundharmonika garniert.“

## Auszeichnungen
- 2004: Tamani für den besten Videoclip: «Dimanche à Bamako»
- 2004: Tamani für das beste afrikanische Duo
- 2009: Nominierung für den Grammy in der Kategorie Weltmusik
- 2024: Polyton in der Kategorie Text (Zeit, dass sich was dreht)[6]

## Diskografie
- 1998: Sou Ni Tile
- 1999: Se Te Djon Ye
- 2000: Tjé Ni Mousso
- 2003: Wati
- 2005: Dimanche à Bamako
- 2005: The Best of (Kompilation)
- 2005: 1990-1995: L’integrale Des Années Maliennes (Kompilation)
- 2008: Welcome to Mali
- 2012: Folila
- 2017: La Confusion